# Tipula (Lunatipula) angela
Tipula (Lunatipula) angela is een tweevleugelige uit de familie langpootmuggen (Tipulidae). De soort komt voor in het Palearctisch gebied.